# كوتشوك هانم
كوتشوك هانم (1850-1870) راقصة غوازي في إسنا جميلة ومشهورة، مذكورة في روايتين غير مترابطتين في القرن التاسع عشر للسفر إلى مصر، الروائي الفرنسي جوستاف فلوبير والمغامر الأمريكي جورج ويليام كورتيس.
أصبحت كوتشوك هانم شخصية رئسية ورمز في رواية فلوبير الأستشراقية للشرق. زارها فلوبير أثناء إقامته في مصر في رحلته إلي الشرق 1849-1851 برفقة مكسيم دو كان .
تعتمد الموضوعات الاستشراقية التي تتخلل عمله علي تجاربه في مصر وعلي احتمالية علاقته الجنسية مع كوتشوك هانم.الراقصات في اثنين من رواياته،هيروديا و إغراء القديس انطوني ، استحضار امرأة راقصة تؤدي مشهد من سالومي وملكة سبأ. كلا الرقصتين يعدوا ذخيرة فنية للراقصات في تلك الفترة، خاصة الراقصة المعروفة برقصة النحلة أو الدبور ، حيث تقف الراقصة حتي يبدو كأن حشرة تطير داخل ملابسها فتبدأ تهرب في رعب وترقص بسرعة وتخلغ ملابسها بطريقة رقص تعري. لاحقاً، كانت كوتشوك هانم موضوع شعر للويس بويه مستوحاة من قصة فلوبير من الرسائل. لويز كوليه، عشيقة فلوبير، يقال انها سعت إلي الراقصات الكبيرات الاوتي في رحلة إلي مصر وقت افتتاح قناة السويس، لاجل ابلاغ فلوبير الاضرار التي لحقت بالمرأة التي اعجب بها.
يبدو من المؤكد أن كان لها تأثير علي جورج وليام كورتيس، مما يشير أنها كانت واحدة من أكثر الفنانين رواجاً في صعيد مصر خلال الفترة الاستعمرية. تَظهر مقارنات السردين منزل بفناء، وسلم فقير في أصلاحه يؤدي إلي الغرفة العليا مفروشة مع اثنين من الديوان، وامرأة شابة خادمة تدعي زينب، ورجل كبير يعزف الربابة، وامرأة كبيرة تحفظ الوقت علي الطار .
«كوتشوك هانم» ليس الاسم الصحيح ويعني في الواقع «سيدة صغيرة» في التركية (küçük hanım). وقد يكون مصطلح تحبيب يطلق علي الطفل، أو حبيبة، أو راقصة مشهورة. يقول فلوبير أنها كانت من دمشق، ولكن يبقي غير واضح ما أذا كان هذا الاسم اخترته المرأة لتقدم نفسها للسائح المستعمر أو هو اسم مختصر غير رسمي استخدمه كاتبان لوصفها. إن وجود كوتشوك هانم في أدب هذة الفترة بصورة مثيرة يؤكد التحريف المبكر للمرأة غير الغربية في مخيلة الغرب.

## معلومات اضافية
- Dance of the bee [//en]
- Dance of the Seven Veils [//en]

## وصلات خارجية
- From Egypt to Chicago
- Review of Flaubert: a Life by Geoffrey Wall
- Account of the ghawazee of Esna
- The dancer of Esna, by William H. Peck